# Poszukiwacze historii
Poszukiwacze historii – polski serial dokumentalny emitowany od 2014 roku na kanale Polsat Play i Fokus TV, opowiadający o eksploratorach poszukujących materialnych śladów historii.
Każdy z odcinków opowiada o innym wydarzeniu historycznym, a jego głównym elementem są prowadzone poszukiwania. Pierwszymi prowadzącymi program byli Olaf Popkiewicz (archeolog specjalizujący się w archeologii podwodnej i pól bitewnych, bronioznawca, biegły z ramienia Instytutu Pamięci Narodowej) oraz Radosław Biczak. Ten drugi w 2017 roku został zastąpiony przez eksploratora Piotra Wiznerowicza a następnie przez muzeologa Sebastiana „Bukę” Witkowskiego (biegłego sądowego z dziedziny umundurowanie i oporządzenie Wojska Polskiego). Na przełomie 2021 i 2022 roku pojawiła się informacja o odejściu Olafa Popkiewicza z programu. Wskazano także, że kontynuowane są prace nad programem, lecz w nieco zmienionej formie. Na początku 2022 roku z programu odszedł Sebastian „Buka” Witkowski. Nowymi prowadzącymi zostali Radosław Herman (znany z programu Misja Skarb) oraz Marcin Leśniewski. 21 października 2023 roku na planie programu zmarł Radosław Herman.
W kolejnym sezonie w roli prowadzącgo do Marcina Leśniewskiego dołączył Marcin Wilk, renowator zabytków i rzeczoznawca uzbrojenia.